# Young Marble Giants

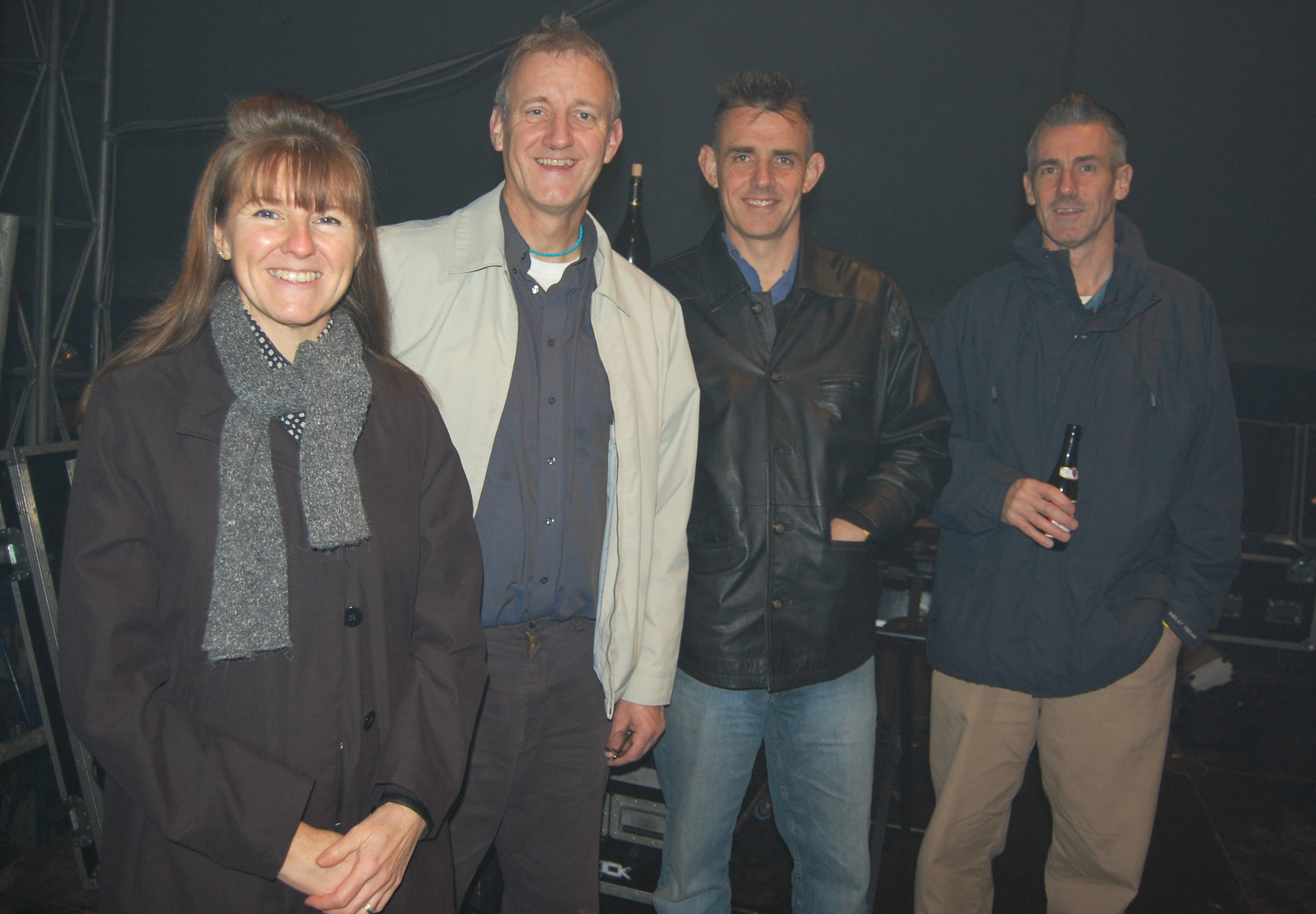
Young Marble Giants 2008 in Belgien

Young Marble Giants war eine einflussreiche walisische Rockband aus Cardiff, die zwischen 1978 und 1980 existierte und von 2003 bis 2015 wieder sporadisch aktiv war.

## Bandgeschichte
Die Band wurde im Jahr 1978 gegründet und unterschrieb noch im selben Jahr bei dem frisch gegründeten Independent-Label Rough Trade Records einen Plattenvertrag. Zwei Jahre später erschien die Debüt-LP Colossal Youth, deren Produktion lediglich 1000 £ kostete; man beschränkte sich auf eine E-Gitarre, eine elektronische Orgel, E-Bass und Drumcomputer. Außerdem diente ein Endlostonband als weitere Soundquelle.
Nach dem Abklingen der ersten Punk-Welle traf die eher ruhige Musik der Young Marble Giants den Zeitgeist. Die Young Marble Giants tourten durch Europa und die USA. Es erschien noch die Single Final Day und die Instrumental-EP Testcard, danach löste sich die Band auf.
In den 1990er Jahren wurde die Debüt-LP mehrmals wiederveröffentlicht. Der Young-Marble-Giants-Songschreiber Stuart Moxham produzierte verschiedene andere Musiker, u. a. Barbara Manning. Er wirkte zwischenzeitlich auch bei The Gist mit, die Sängerin Alison Statton bei der Band Weekend. Am 6. Juni 2000 erschien Salad Days, ein Tonträger mit Raritäten, herausgegeben von Vinyl Japan. Im Jahr 2004 gaben die Young Marble Giants ein Konzert für die BBC Wales. Am 7. Dezember 2004 erschien die Live-DVD Live at the Hurrah mit Aufnahmen von Konzerten vom 21. und 22. November 1980. Domino Records veröffentlichte 2007 das Debütalbum Colossal Youth in einer Neuauflage als LP und Doppel-CD, die weitere Single- und Demotracks enthielt.

## Bedeutung
Auffällig viele Musiker bekennen sich zu den Young Marble Giants – als bekanntester ist wohl Kurt Cobain zu nennen. Hole, die Band seiner Witwe Courtney Love, coverte gar den Young-Marble-Giants-Song Credit in the Straight World. Die Hamburger Band Kolossale Jugend benannte sich nach dem Debüt der Young Marble Giants.
Den Reiz der Musik der Young Marble Giants fasste der Musiker Ken Taylor so zusammen:

„Klammheimlich erzeugten YMG mehr Düsternis und Angst als jeder drogenwirre Punk: Stattons abgeklärter Gesang straft den Herzschmerz von Moxhams Liedern aufs Befremdlichste Lügen. Nur diese eine Platte – und man kann Jahre mit der Analyse ihrer Geheimnisse und ihrer todunglücklichen Schönheit vor dem Plattenspieler zubringen.“

Bands und Künstler wie Adam Green, Stereolab, Belle and Sebastian, Galaxie 500 und die Super Furry Animals haben den Young Marble Giants Tribut gezollt.

## Diskographie
Studioalben
- 1980: Colossal Youth (Rough Trade Records)

Extended Plays
- 1981: Testcard E.P. (Rough Trade Records)

Kompilationen
- 2000: Salad Days (Vinyl Japan)
- 2020: Colossal Youth: 40th Anniversary Edition (Domino Records)

Live-Alben
- 1991: The Peel Sessions (Strange Fruit)
- 2004: Live at the Hurrah (Cherry Red Records)

Demoaufnahmen
- 1979: Colossal Youth (Eigenvertrieb)

Singles
- 1980: Final Day (Rough Trade Records)